# Церковь Сан-Феличе
Церковь Сан-Феличе (итал. Chiesa di San Felice) — католический храм в районе Каннареджо, Венеция. Соседствует с одноимённой площадью, переходящей в улицу Страда Нова, и выходит фасадом на одноимённую набережную канала Сан-Феличе.

## История
Церковь имеет достаточно древнее происхождение, восходя к X веку. Был построен по заказу патрицианской семьи Галлина. Первый документ, в котором упоминается существование храма, датируется 1177 годом.
Повторное освящение церкви прошло 15 июля 1267 года епископом Марино из венецианской епархии Каорле, поскольку здание было сильно изменено. Полная перестройка сооружения произошла в 1531 году после того, как в городе случилось сильное наводнение и здание церкви пострадало.
До сих пор являясь приходом, церковь входит в состав викариата Каннареджо-Эстуарио (Венецианского патриархата).

## Интерьер и архитектура
Здание имеет центральную планировку с двумя смежными фасадами. Главный фасад разделен пилястрами с коринфскими капителями на три части. Храм в плане выглядит в форме греческого креста с четырьмя колоннами на пересечении, которые поддерживают арки большого центрального купола.
Внутри сохранились алтари XIX века. Более ранние элементы культа были вывезены из Венеции во времена Наполеона I и его итальянских походов.
Среди уцелевших произведений есть «Вооруженный святой Деметрий и подвижник из знатной венецианской семьи Гизи», работа первого Тинторетто (около 1547) и «Тело Христа распятого», приписываемое Андреа Брустолону.
Внутри церкви находится мемориальная доска, посвященная крещению Карло Реццонико, будущего папы Климента XIII, которое состоялось 29 марта 1693 года.

## Галерея

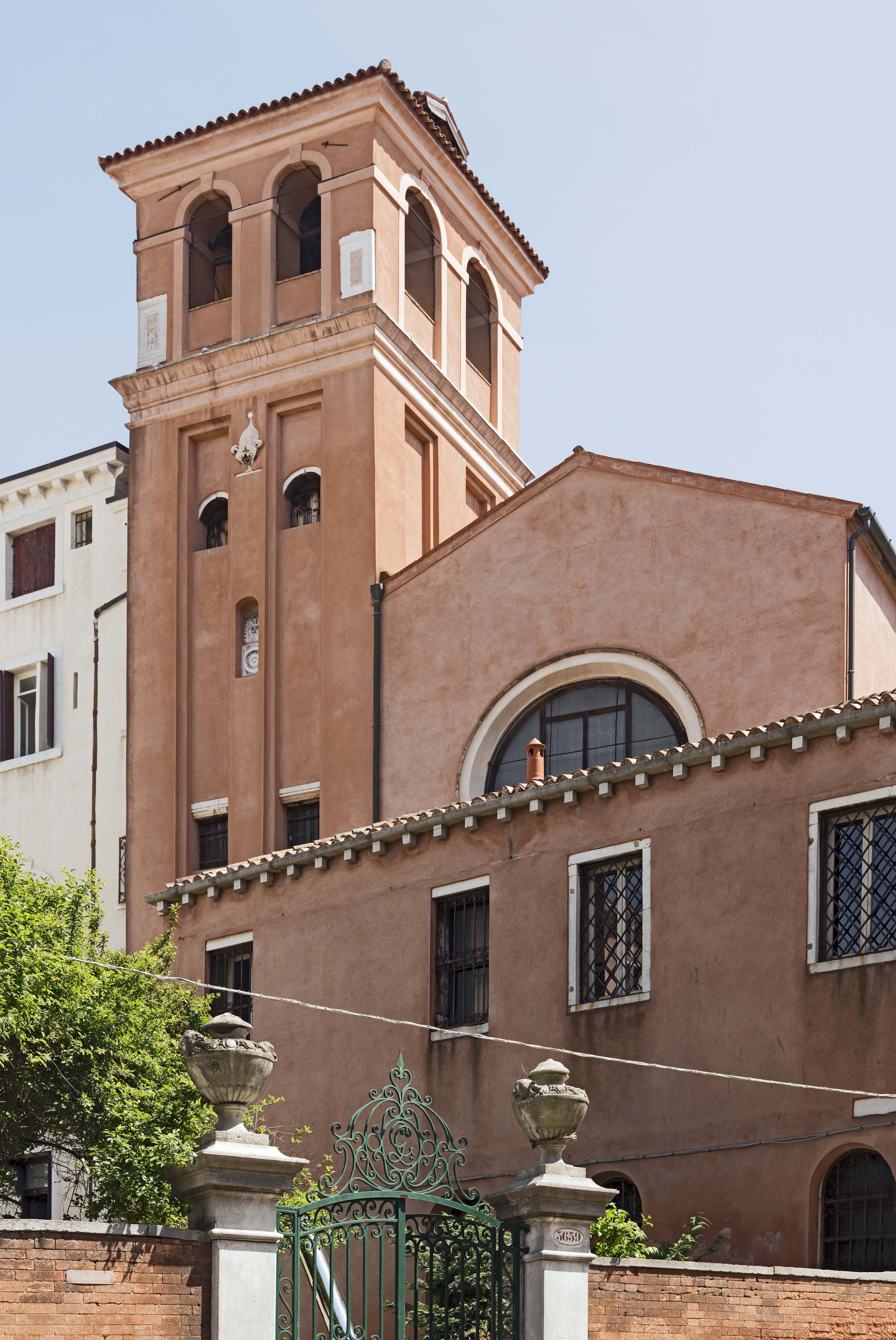
Колокольня
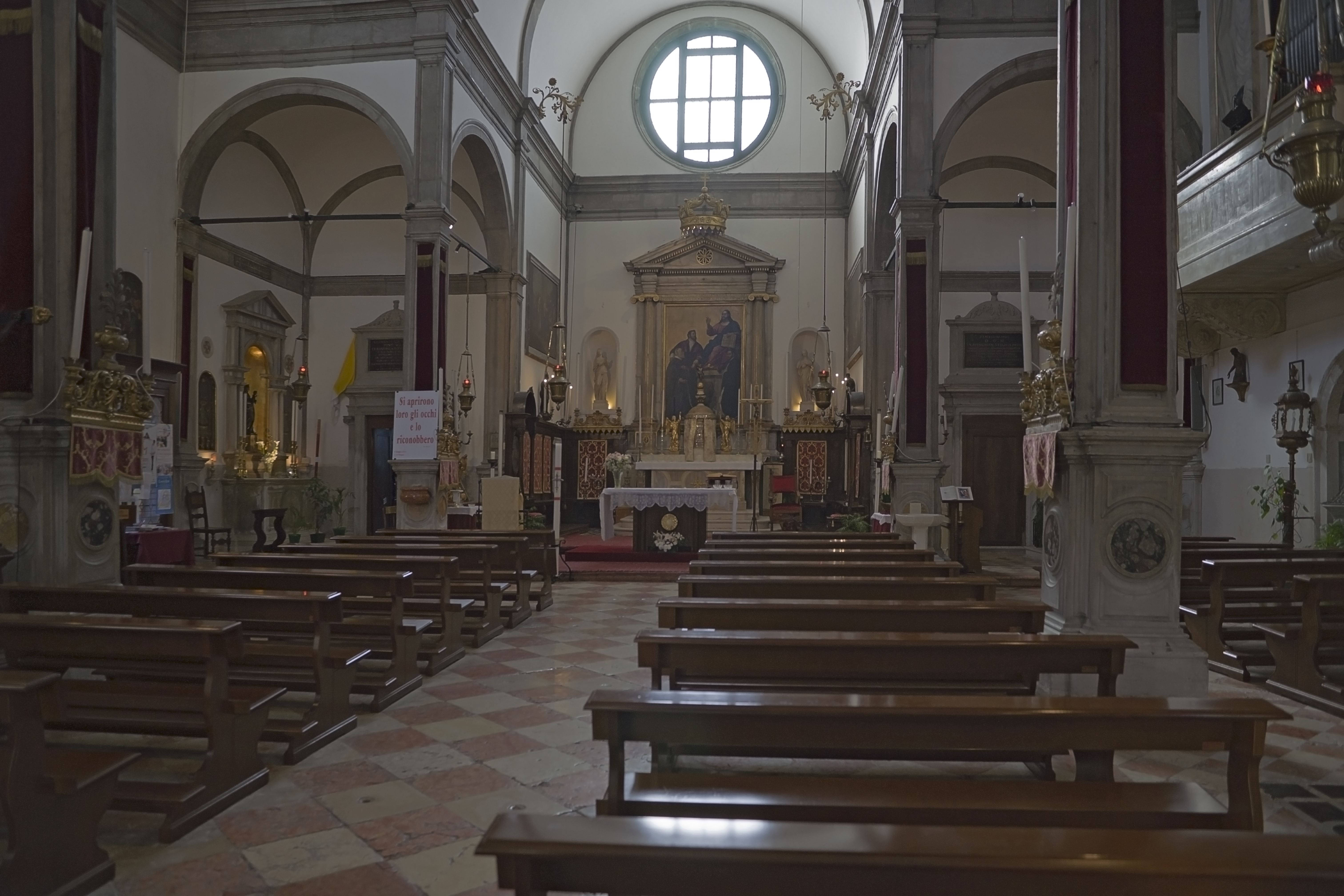
Интерьер церкви
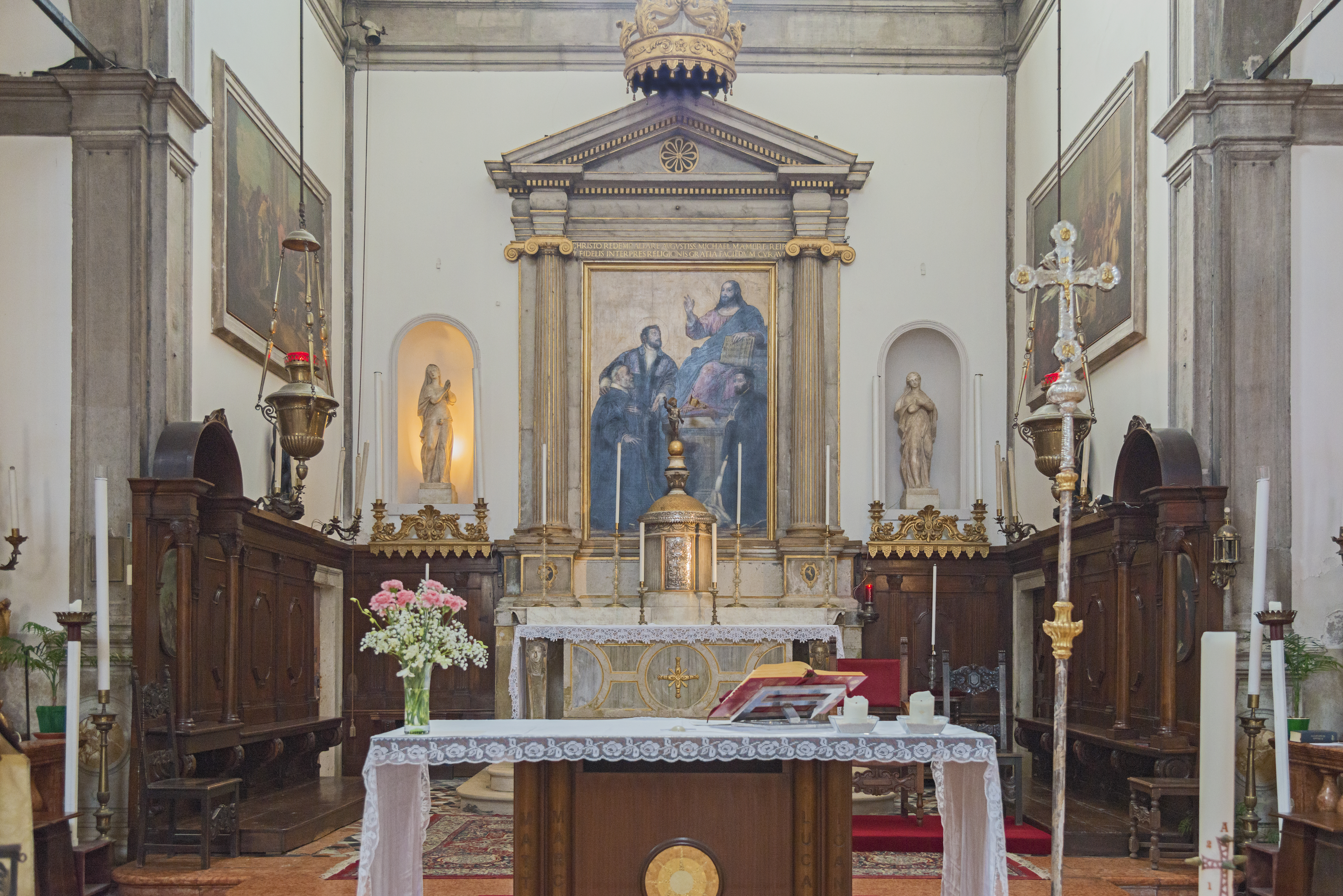
Алтарь
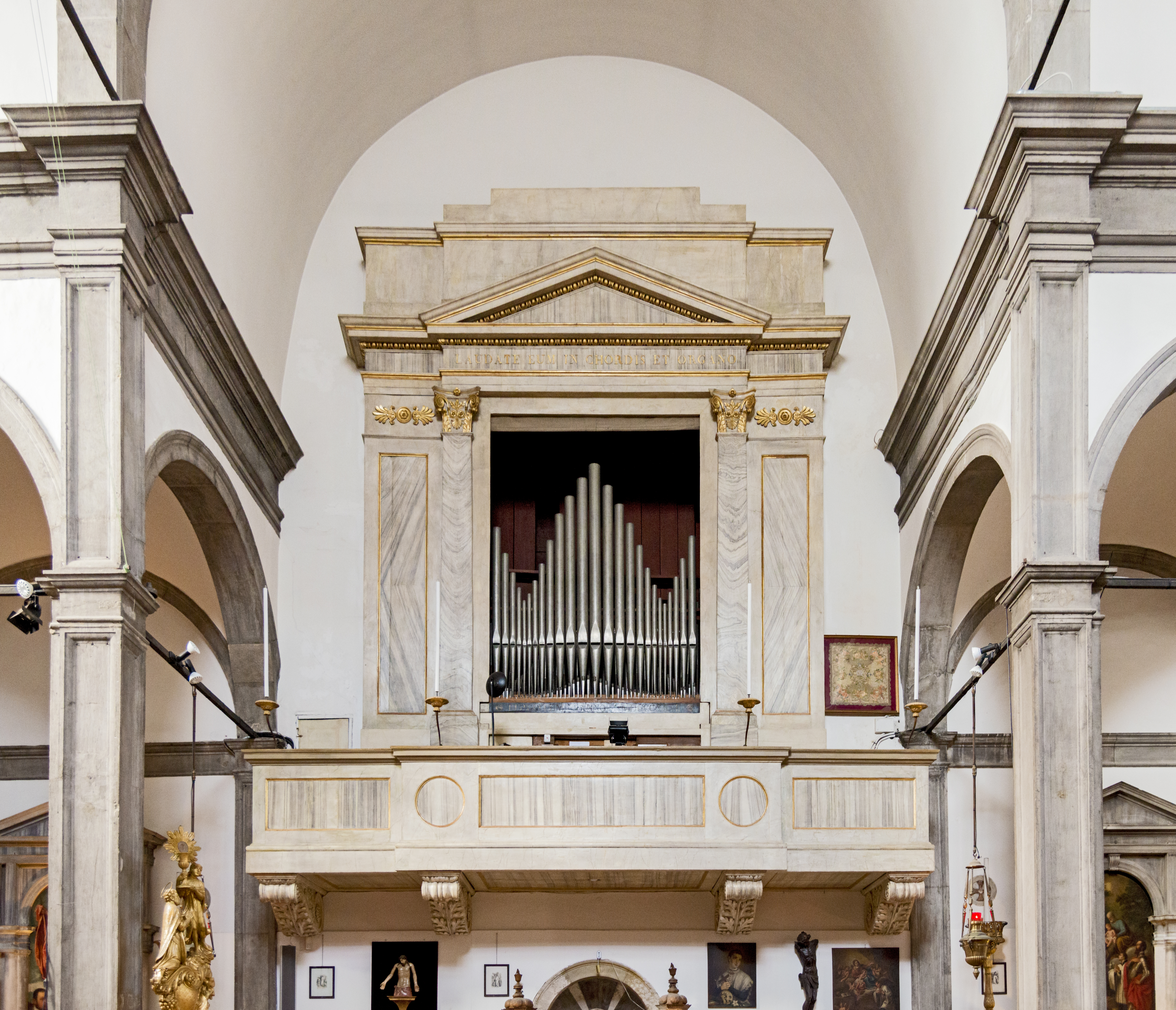
Орган 1822 года